# Tennis Masters Cup 2005 – mužská dvouhra
Soutěže mužské dvouhry na Tennis Masters Cupu 2005 se zúčastnilo osm nejlepších tenistů v klasifikaci žebříčku ATP. Jediný kariérní titul z Turnaje mistrů si připsal argentinský hráč David Nalbandian. Ve finále zdolal dvojnásobného obhájce titulu a světovou jedničku Rogera Federera po pětisetovém dramatu – a téměř po čtyřech a půl hodinách – výsledkem 6–7, 6–7, 6–2, 6–1 a 7–6.
Federer tak utrpěl první finálovou porážku od vídeňského turnaje v říjnu 2003. Prohrou také ztratil šanci vyrovnat nejlepší bilanci výher a proher v jedné sezóně otevřené éry, kterou vytvořil John McEnroe roku 1984 poměrem 82–3 (Federer dosáhl na poměr 81–4). Stejně tak jej porážka připravila o historický zápis nejdelší šňůry výher ve finále singlových turnajů ATP. Rekordních dvacet pět vítězných finále za sebou nepřekonal o jediný zápas. Před Turnajem mistrů Švýcar triumfoval ve 24 finále v řadě.

## Nasazení hráčů
1. Roger Federer (finále)
2. Rafael Nadal (odstoupil pro poranění levé nohy)
3. Andre Agassi (základní skupina, odstoupil pro natažení levého hlezna)
4. Guillermo Coria (základní skupina)
5. Nikolaj Davyděnko (semifinále)
6. Ivan Ljubičić (základní skupina)
7. Gastón Gaudio (semifinále)
8. David Nalbandian (vítěz)
9. Mariano Puerta (základní skupina)
10. Fernando González (základní skupina)

## Soutěž
| Legenda                                                       |                                                                        |                                                   |
| - Q – kvalifikant - WC – divoká karta - LL – šťastný poražený | - Alt – náhradník - SE – zvláštní výjimka - PR/SR – žebříčková ochrana | - w/o – bez boje - r – skreč - d – diskvalifikace |

### Finálová fáze
|  | Semifinále | Semifinále       | Semifinále       | Semifinále | Semifinále |   |                   | Finále | Finále | Finále | Finále | Finále |
|  |            |                  |                  |            |            |   |                   |        |        |        |        |        |
|  | 1          | Roger Federer    | 6                | 6          |            |   |                   |        |        |        |        |        |
|  | 7          | Gastón Gaudio    | 0                | 0          |            |   |                   |        |        |        |        |        |
|  | 7          | Gastón Gaudio    | 0                | 0          |            | 1 | Roger Federer     | 7      | 713    | 2      |        |        |
|  |            |                  |                  |            |            | 1 | Roger Federer     | 7      | 713    | 2      |        |        |
|  |            | 8                | David Nalbandian | 64         | 611        | 6 |                   |        |        |        |        |        |
|  | 5          | 8                | David Nalbandian | 64         | 611        | 6 | Nikolaj Davyděnko | 0      | 5      |        |        |        |
|  | 5          |                  |                  |            |            |   | Nikolaj Davyděnko | 0      | 5      |        |        |        |
|  | 8          | David Nalbandian | 6                | 7          |            |   |                   |        |        |        |        |        |

### Červená skupina
|    |                  | Federer            | Coria         | Ljubičić           | Nalbandian    | Zápasy | Sety | Hry   | Pořadí |
| 1. | Roger Federer    |                    | 6–0, 1–6, 6–2 | 6–3, 2–6, 7–6(7–4) | 6–3, 2–6, 6–4 | 3–0    | 6–3  | 42–36 | 1.     |
| 4. | Guillermo Coria  | 0–6, 6–1, 2–6      |               | 2–6, 3–6           | 5–7, 4–6      | 0–3    | 1–6  | 22–38 | 4.     |
| 6. | Ivan Ljubičić    | 3–6, 6–2, 6–7(4–7) | 6–2, 6–3      |                    | 2–6, 2–6      | 1–2    | 3–4  | 31–32 | 3.     |
| 8. | David Nalbandian | 3–6, 6–2, 4–6      | 7–5, 6–4      | 6–2, 6–2           |               | 2–1    | 5–2  | 38–27 | 2.     |

Pořadí bude určeno na základě následujících kritérií: 1) počet vyhraných utkání; 2) počet odehraných utkání; 3) vzájemný poměr utkání u dvou hráčů se stejným počtem výher; 4) procento vyhraných setů, procento vyhraných her u třech hráčů se stejným počtem výher, poté poměr vzájemných utkání 5) postavení na žebříčku ATP.

### Zlatá skupina
|        |                                | Agassi González              | Davyděnko             | Gaudio                       | Puerta                       | Zápasy  | Sety    | Hry        | Pořadí |
| 3. 10. | Andre Agassi Fernando González |                              | 4–6, 2–6 (vs/ Agassi) | 6–1, 5–7, 5–7 (vs/ Gonzalez) | 6–3, 4–6, 6–0 (sv/ González) | 0–1 1–1 | 0–2 3–3 | 6–12 32–24 | 5 3    |
| 5.     | Nikolaj Davyděnko              | 6–4, 6–2 (vs/ Agassi)        |                       | 6–3, 6–4                     | 6–3 6–2                      | 3–0     | 6–0     | 36–18      | 1      |
| 7      | Gastón Gaudio                  | 1–6, 7–5, 7–5 (vs/ González) | 3–6, 4–6              |                              | 6–3, 7–5                     | 2–1     | 4–3     | 35–36      | 2.     |
| 9.     | Mariano Puerta                 | 3–6, 6–4, 0–6 (vs/ González) | 3–6, 2–6              | 3–6, 5–7                     |                              | 0–3     | 1–6     | 22–41      | 4.     |

Pořadí bude určeno na základě následujících kritérií: 1) počet vyhraných utkání; 2) počet odehraných utkání; 3) vzájemný poměr utkání u dvou hráčů se stejným počtem výher; 4) procento vyhraných setů, procento vyhraných her u třech hráčů se stejným počtem výher, poté poměr vzájemných utkání 5) postavení na žebříčku ATP.